# Honorius I.

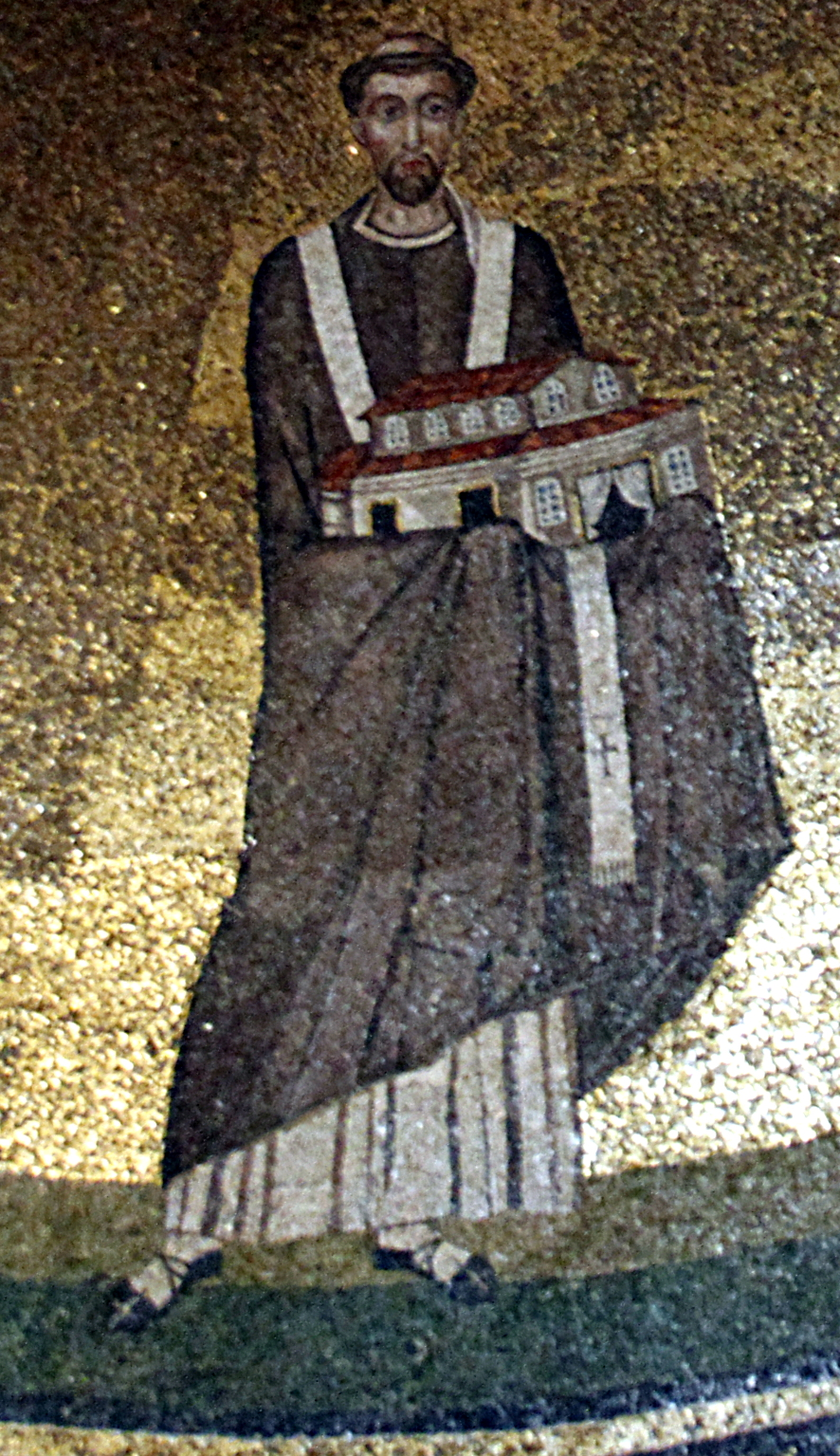
Honorius I. (Mosaik aus Sant’Agnese fuori le mura, Mitte 7. Jahrhundert)

Honorius I. († 638) war vom 3. November 625 bis zum 12. Oktober 638 Papst. Weil nach dem Tod Gregors des Großen die Quellen spärlich überliefert sind, ist über das Leben des Honorius vergleichsweise wenig gesichert. Die Honoriusfrage, die aus seiner nachträglichen Verdammung als Häretiker auf dem sechsten ökumenischen Konzil in Konstantinopel resultiert, führte bis in die jüngste Zeit zu Diskussionen innerhalb der katholischen Kirche.

## Leben und Haltung
Honorius kam aus vornehmer römischer Familie, sein Vater war Konsul. Nach Johannes Haller war er „ein Mann von Tatkraft und großen Gedanken“. Ihm wird die Einführung des Festes der Erhebung des Kreuzes (Fest der Kreuzeserhöhung) zugeschrieben. Er nahm die Missionierung der Sachsen wieder auf, die Gregor I. mit wenig Erfolg begonnen hatte.
Als Autor äußerte er sich in Sendschreiben an den Patriarchen von Konstantinopel Sergios, der ihn im Monophysitenstreit auf seine Seite ziehen wollte. Er zeigt sich darin als Realpolitiker. Sergios stimmt er zu, dass in Christus nur eine Willenskraft (θέλημα, ‚voluntas‘) gewirkt habe, doch die Frage, ob diese sich in zwei Willensregungen (ἐνέργειαι, ‚operationes‘) äußere, sei spitzfindig und dürfe nicht zu Glaubenslehren der Kirche gemacht werden. Nach seinem Tod flammte der theologische Streit um den Monotheletismus erneut auf.

## Postume Verdammung
Im Jahr 638 beriefen der Patriarch von Konstantinopel und Kaiser Herakleios eine Synode ein. Sie sollte mit einer neuen Auslegung des Bekenntnisses, der Ekthesis (ἔκθεσις), die dann vom Kaiser als Reichsgesetz verkündigt wurde, die Einheit der Kirche in einer Kompromissformel retten. Die Ekthesis kam zu spät: Im selben Jahr waren die Exponenten der streitenden Richtungen schon verstorben: der Patriarch von Jerusalem Sophronius im Frühjahr, Honorius im Oktober, Sergios im Dezember.
Honorius hat die Ekthesis nicht mehr erhalten. Nach seinem Tod haben sich seine Nachfolger, vor allem Johannes IV., gegen den Monotheletismus gewandt. Johannes IV. suchte zwar Honorius zu verteidigen, aber in der Folge gewannen die Gegner der Lehre die Oberhand. Sowohl auf der Synode von 649, noch vom Papst Theodor vorbereitet und von seinem Nachfolger Martinus geleitet, als auch auf der Synode von Konstantinopel 680/81 wurde sie als Häresie verurteilt. In der Sitzung vom 28. März 681 wurde der Beschluss darüber gefasst und über alle Anhänger des Monotheletismus das Anathema, der Kirchenbann, verhängt. Auch Honorius I. wurde feierlich verflucht, seine Schriften wurden verbrannt. Mehrere Päpste, etwa Leo II., bestätigten das Anathema später. Die Verdammung des Honorius als Ketzer wurde in den Eid aufgenommen, den der päpstliche Elekt vor seiner Weihe ablegen musste; die Eidesformel ist im Liber diurnus überliefert.

## Rezeption und „Honoriusstreit“
Seit dem Mittelalter wurde vor allem innerhalb der katholischen Kirche mehrfach kontrovers darüber diskutiert, ob Honorius vom Sechsten Ökumenischen Konzil als Ketzer verurteilt worden sei und wenn ja, welche Folgen dies für die Lehre von der Unfehlbarkeit ökumenischer Konzilien und (so vor allem im Kontext des Ersten Vatikanischen Konzils) die Unfehlbarkeit des Papstes habe.
Einige mittelalterliche Autoren wie Humbert von Silva Candida gingen davon aus, dass Honorius zwar Häretiker gewesen sei, aber kein Papst. Andere, wie Roberto Bellarmino, erklärten die Quellen, in denen Honorius als Häretiker dargestellt wird, für gefälscht. Karl Joseph von Hefele argumentierte, dass er zwar Papst gewesen und sich häretisch geäußert habe, aber nicht ex cathedra monotheletisch gelehrt habe.